# استیل یدید
استیل یدید (به انگلیسی: Acetyl iodide) با فرمول شیمیایی C
۲H
۳OI یک ترکیب شیمیایی با شناسه پاب‌کم ۱۰۴۸۳ است. که جرم مولی آن ۱۶۹٫۹۴۹۱ g/mol می‌باشد. 